# Amblyopone normandi
Amblyopone normandi é uma espécie de formiga do gênero Amblyopone.